# 德文特河 (塔斯曼尼亞州)
德文特河（英語：River Derwent）是澳大利亚塔斯马尼亚州的一条河流。该河流得名于英国的德文特河。该河流总长度249公里，流域面积9,832平方公里。德文特河发源于圣克莱尔湖，最后在霍巴特注入风暴湾。沿岸城镇有新诺福克、霍巴特等。